# Veľká Čausa
Veľká Čausa (deutsch Großtschauscha, ungarisch Nagycsóta – bis 1907 Nagycsausa) ist eine Gemeinde in der West-Mitte der Slowakei mit 546 Einwohnern (Stand 31. Dezember 2024), die zum Okres Prievidza, einem Teil des Trenčiansky kraj, gehört.

## Geographie
Die Gemeinde befindet sich im nordöstlichen Teil des Talkessels Hornonitrianska kotlina am Mittellauf der Handlovka im Einzugsgebiet der Nitra. Das Ortszentrum liegt auf einer Höhe von 320 m n.m. und ist sieben Kilometer von Prievidza entfernt.
Nachbargemeinden sind Malá Čausa im Norden, Lipník und Chrenovec-Brusno im Osten und Prievidza im Süden und Westen.

## Geschichte
Veľká Čausa wurde zum ersten Mal 1430 als Nagy Chewche schriftlich erwähnt und war zuerst Bestandteil des Herrschaftsgebiets von Priwitz, ab 1430 jenem von Weinitz. 1553 gab es zehn Porta im Ort, 1778 hatte die Ortschaft je eine Mühle, Säge und Gaststätte, 25 Häuser und 274 Einwohner, 1828 zählte man 53 Häuser und 372 Einwohner, die als Fuhrmänner, Hirten, Landwirte, Obsthändler und Viehhalter beschäftigt waren. Im 19. Jahrhundert förderte man Salpeter nahe dem Dorf.
Bis 1918 gehörte der im Komitat Neutra liegende Ort zum Königreich Ungarn und kam danach zur Tschechoslowakei beziehungsweise heute Slowakei.

## Bevölkerung
| Jahr                | 1994 | 2004    | 2014    | 2024     |
| ------------------- | ---- | ------- | ------- | -------- |
| Anzahl der Personen | 419  | 440     | 480     | 546      |
| Unterschied         |      | +5,01 % | +9,09 % | +13,75 % |

| Jahr                | 2023 | 2024    |
| ------------------- | ---- | ------- |
| Anzahl der Personen | 542  | 546     |
| Unterschied         |      | +0,73 % |

Nach der Volkszählung 2011 wohnten in Veľká Čausa 452 Einwohner, davon 386 Slowaken und ein Russine. 65 Einwohner machten keine Angabe zur Ethnie.
290 Einwohner bekannten sich zur römisch-katholischen Kirche, zwei Einwohner zur reformierten Kirche sowie jeweils ein Einwohner zur Evangelischen Kirche A. B., zur griechisch-katholischen Kirche und zur orthodoxen Kirche; zwei Einwohner bekannten sich zu einer anderen Konfession. 55 Einwohner waren konfessionslos und bei 100 Einwohnern wurde die Konfession nicht ermittelt.

## Bauwerke
- römisch-katholische Gorazdkirche aus dem Jahr 1999